# Laps
Laps es una comuna francesa situada en el departamento de Puy-de-Dôme, en la región de Auvernia-Ródano-Alpes.

## Demografía
| 231 | 298 | 298 | 355 | 428 | 497 | 586 |
| Para los censos de 1962 a 1999 la población legal corresponde a la población sin duplicidades (Fuente: INSEE [Consultar]) |     |     |     |     |     |     |